# Presidente Castelo Branco (Paraná)
Presidente Castelo Branco es un municipio brasileño del estado del Paraná, localizado en la Región Metropolitana de Maringá.
Fue creado a través de la Ley Estatal n.º 4.992, del 21 de diciembre de 1964, e instalado el 29 de noviembre de 1965, fue separado de Nova Esperança, y también alteró su nombre de Iroí para Presidente Castelo Branco, en homenaje al primer presidente de la dictadura militar del país.

## Geografía
Posee un área de 155,734 km² representando 0,0781 % del estado, 0,0276 % de la región y 0,0018 % de todo el territorio brasileño. Se localiza a una latitud 23°16′40″ sur y a una longitud 52º09'07" oeste, estando a una altitud de 570 metros. Su población estimada en 2005 era de 4726 habitantes.

### Demografía
Datos del censo - 2000
Población total: 4305
- Urbana: 3247
- Rural: 1058
- Hombres: 2210
- Mujeres: 2095

Índice de Desarrollo Humano Municipal (IDH-M): 0,742
- Idh salario: 0,653
- Idh longevidad: 0,743
- Idh educación: 0,8312

## Administración
- Prefecto: Valdomiro Canegundes de Souza (2009/2012)
- Viceprefecto: Dirceu Alves de la Costa
- Presidente de la Cámara: (2007/2008)